# كايل إيفانز
كايل إيفانز (بالإنجليزية: Kyle Evans)‏ هو دراج بريطاني، ولد في 26 سبتمبر 1993.

## وصلات خارجية
- كايل إيفانز على موقع نتائج كأس العالم لسباقات دراجات (بي.أم.إكس) (الإنجليزية)
- كايل إيفانز على موقع اللجنة الأولمبية الدولية (الإنجليزية)
- كايل إيفانز على موقع أوليمبيديا (الإنجليزية)